# Columbus Energy
Columbus Energy SA (dawniej Columbus Capital SA, STI Group SA) – spółka akcyjna z sektora energetyki odnawialnej z siedzibą w Krakowie. Firma dostarcza usługi z zakresu instalacji OZE. Oprócz realizacji instalacji fotowoltaicznych dla klientów indywidualnych i biznesowych, od 2020 roku spółka zajmuje się sprzedażą i montażem pomp ciepła, magazynów energii. W skład Grupy wchodzi prawie 150 spółek, m.in. Columbus Energy a.s. (Czechy), Columbus Energy Slovensko, Columbus Ukraine, Columbus Elite, Columbus Obrót, Saule Technologies, NEI. 
Spółka od 2016 r. była notowana na rynku akcji NewConnect. W kwietniu 2023 r. Columbus zadebiutował na głównym parkiecie GPW.

## Historia
Poprzez wydzielenie części majątku Stigroup sp. z o.o. z siedzibą w Częstochowie i przeniesienie wydzielonego majątku na nowo powstałą Spółkę powstała spółka Columbus Energy SA. Podstawowym przedmiotem działalności spółki jest wykonywanie instalacji fotowoltaicznych.
- 2015 – budowa pierwszej instalacji fotowoltaicznej przez Columbus Energy.
- 2016 – połączenie spółek Columbus Capital SA i Columbus Energy SA. Columbus Energy debiutuje na rynku NewConnect Giełdy Papierów Wartościowych w Warszawie.
- 2019 – w pierwszym kwartale do Grupy Kapitałowej Columbus Energy dołączyła spółka zależna GoBloo Sp. z o.o., a także Columbus Elite. Columbus rozpoczął działalność inwestycyjną w segmencie farm fotowoltaicznych.
- 2020 – Columbus Energy rozpoczął inwestycje w Nexity, system zarządzający infrastrukturą do ładowania samochodów elektrycznych.[4] Spółka poszerzyła swoją działalność o pompy ciepła i magazyny energii. W pierwszym kwartale 2020 roku liczba klientów przekracza 17 tys.[5] W drugim kwartale 2020 roku wartość giełdowej wyceny Columbus Energy przekroczyła 1 miliard złotych[2].
- sierpień 2020 – Columbus Energy rozpoczął sprzedaż magazynów energii. Liczba klientów wzrosła do 23 tys.[6]
- wrzesień 2020 – Columbus Energy zainwestował 10 milionów euro w spółkę Saule Technologies – zajmującą się przemysłowym wykorzystaniem perowskitu do produkcji energii słonecznej, z przeznaczeniem na rozwój pierwszej na świecie linii produkującej ogniwa perowskitowe, tworzone przez przedsiębiorstwo Olgi Malinkiewicz. Columbus ma prawo pierwszeństwa zakupu produktów opartych na ogniwach perowskitowych[7].
- 2021 - przejęcie Spółki Obrotu i wprowadzenie usługi "Prąd jak powietrze" umożliwiającej prosumentom bilansowanie 1:1. Liczba klientów wzrosła do 43,5 tys. Zgodnie z danymi raportu “Rynek fotowoltaiki w Polsce 2021” Instytutu Energetyki Odnawialnej, udział Columbus Energy w mocy zainstalowanej w mikroinstalacjach fotowoltaicznych w roku 2020 wyniósł 27,76%* i tym samym Columbus zajął I miejsce w rankingu. Znacząco wzrósł również udział Columbus Energy w rynku instalacji powyżej 50 kWp, który IEO oszacowało na 16,85%, co oznacza II miejsce wg danych powyższego raportu.[8]
- październik 2021 - 37. miejscu w Rankingu Największych Polskich Firm Prywatnych Forbes - w 2021 r. Columbus  znalazł się na liście 100 Największych Polskich Firm Prywatnych, tegorocznym progiem wejścia był miliard złotych.[9]
- kwiecień 2022 - Columbus wprowadza na rynek autorski system do zarządzania energią PowerHouse - HEMS.[10]
- czerwiec 2022 - Columbus wchodzi z ofertą do Czech, to pierwszy zagraniczny rynek Spółki.[11]
- lipiec 2022 - Columbus rozpoczyna inwestycje w wielkoskalowe magazyny energii.[12] Liczba klientów wzrosła do 60,5 tys. [13]
- kwiecień 2023 - debiut na głównym parkiecie GPW[3] i wejście na rynek ukraiński [14].

## Nagrody i wyróżnienia
Columbus Energy SA zdobyła szereg prestiżowych nagród i wyróżnień, które podkreślają jej pozycję lidera w branży odnawialnych źródeł energii oraz zaangażowanie w rozwój technologii i odpowiedzialność społeczną.
- Nagroda Gospodarcza Prezydenta RP (2021) - Columbus Energy został uhonorowany przez Prezydenta RP Nagrodą Gospodarczą w kategorii „Narodowy Sukces”. Nagroda ta przyznawana jest przedsiębiorstwom, które przyczyniają się do rozwoju krajowej gospodarki i promują Polskę na arenie międzynarodowej.[16]
- EY Przedsiębiorca Roku (2020) - Dawid Zieliński, założyciel i Prezes Zarządu Columbus Energy SA, został laureatem 18. edycji konkursu EY Przedsiębiorca Roku w kategorii „Nowe Technologie/Innowacyjność”. Nagroda ta została przyznana w uznaniu za wykorzystanie światowego megatrendu do błyskawicznej budowy dużej firmy będącej częścią zielonej gospodarki.[17]
- Diamenty Forbesa (2020) - Columbus Energy zdobył Diament Forbesa za 2020 rok w dwóch kategoriach: ogólnopolskiej oraz regionalnej (woj. małopolskie). Diamenty Forbesa to prestiżowe wyróżnienie dla najszybciej rozwijających się polskich firm. [18][19]
- Godło „Teraz Polska” (2020) - Firma otrzymała Godło „Teraz Polska” za kompleksową usługę dostarczania i montażu instalacji fotowoltaicznych wraz z pozyskaniem finansowania, przyłączeniem instalacji do sieci energetycznej i opieką nad rachunkami. [20]
- Pióro Biznesu (2019) - Columbus Energy został wyróżniony nagrodą „Pióro Biznesu” przyznawaną przez Stowarzyszenie Małych i Średnich Przedsiębiorstw „Krak-Business” za najszybszy rozwój wśród firm giełdowych w branży OZE. [21]
- Nagroda Nowy Impuls (2019) - Podczas Kongresu Nowego Przemysłu Columbus Energy otrzymał nagrodę za działalność na rzecz rozproszonej fotowoltaiki, wpisując się w proces transformacji polskiej energetyki. [22]
- Ranking FT 1000: Najszybciej rozwijające się firmy w Europie (2023) [23] - Columbus Energy uplasował się na 148. miejscu w rankingu FT 1000, a w kategorii energetyka zajął 7. miejsce, będąc jedyną polską firmą w tym zestawieniu.